# Évolution territoriale de l'Italie

Carte dynamique illustrant l'évolution des frontières de l'Italie de 1829 à 1871.

Cet article est une chronologie de l'évolution territoriale de l'Italie, listant les modifications intérieures et extérieures de la géographie politique de ce pays, depuis sa formation jusqu'à l'époque contemporaine.

## Chronologie

### Unification

La péninsule italienne en 1843 :
Royaume de Sardaigne
Royaume lombardo-vénitien
Duché de Parme et Plaisance
Duché de Modène
Grand-duché de Toscane
États pontificaux
Royaume des Deux-Siciles

Après la fin de l'Empire romain d'Occident à la fin du Ve siècle, la péninsule italienne ne connait pas d'unité véritable avant le XIXe siècle. En 1815, après le congrès de Vienne, la région est divisée en plusieurs États plus ou moins indépendants :
- le royaume de Sardaigne réunit la Savoie, le comté de Nice, le Piémont, Gênes, la Ligurie et la Sardaigne ;
- le royaume lombardo-vénitien, sous domination de l'empire d'Autriche, constitué de la Lombardie et de la Vénétie ;
- le royaume d'Illyrie, entité administrative de l'empire d'Autriche (ouest et centre de l'actuelle Slovénie, Carinthie autrichienne, Trieste et Gorizia) ;
- les duchés de Parme, Modène, Lucques et Massa et Carrare, autour de ces villes respectives ;
- le grand-duché de Toscane
- les États pontificaux, occupant une zone centrale de la péninsule, de l'est de la plaine du Pô jusqu'au sud de Rome ;
- le royaume des Deux-Siciles, sur le sud de l'Italie et la Sicile ;
- la république de Saint-Marin ;
- la principauté de Monaco, protectorat du royaume de Sardaigne, comprenant également Menton et Roquebrune ;
- la république de Cospaia, minuscule république d'Ombrie.

La première moitié du XIXe siècle voit monter l'idée d'unification des États italiens. Entre 1848 et 1849, menée par différents mouvements révolutionnaires, une première tentative échoue. À partir de 1859, le processus d'unification est mené par la maison de Savoie et se conclut par l'annexion de Rome en 1870.
25 mai 1826 : partition de la république de Cospaia entre le grand-duché de Toscane et les États pontificaux.
14 novembre 1829annexion du duché de Massa et Carrare par le duché de Modène.
17 décembre 1847annexion du duché de Lucques par le grand-duché de Toscane.
12 janvier 1848révolution indépendantiste sicilienne, création d'un État indépendant qui survit environ seize mois.
22 mars 1848proclamation d'indépendance de la république de Saint-Marc, autour de Venise.
9 février 1849proclamation de la République romaine dans les États pontificaux après la fuite du pape Pie IX.
15 mai 1849l'armée des Bourbons reprend le contrôle total de la Sicile.
4 juillet 1849fin de la République romaine à la suite d'une expédition française ; les États pontificaux sont rétablis.
27 août 1849fin de la république de Saint-Marc.
8 décembre 1849division du royaume d'Illyrie entre les duchés de Carniole et de Carinthie, et le Littoral autrichien
11 novembre 1859Traité de Zurich, à la suite de la Campagne d'Italie gagnée le 12 juillet par l'armée franco-piémontaise contre celle de l'empire d'Autriche. Celui-ci cède à la France la Lombardie qui la cède aussitôt au royaume de Sardaigne. L'Autriche conserve la Vénétie.
8 décembre 1859proclamation des Provinces-Unies d'Italie centrale, réunissant les duchés de Parme et Modène, le grand-duché de Toscane et les Légations papales.
22 mars 1860annexion des Provinces-Unies d'Italie centrale par le royaume de Sardaigne.
24 mars 1860traité de Turin. La Savoie et le comté de Nice sont annexés par la France.
21 octobre 1860le territoire du royaume des Deux-Siciles est annexé par le royaume de Sardaigne après plébiscite.
17 décembre 1860annexion des Marches et de l'Ombrie par le royaume de Sardaigne à la suite d'un plébiscite tenu le 4 novembre.

### Royaume d'Italie

Carte du royaume d'Italie en 1871, après l'annexion des États pontificaux.

18 février 1861Proclamation du royaume d'Italie, réalisant en partie l'unité italienne. Turin est capitale.
4 février 1865Florence devient capitale du royaume d'Italie.
12 octobre 1866Traité de Vienne. L'empire d'Autriche cède les restes du royaume de Lombardie-Vénétie au royaume d'Italie.
2 octobre 1870Annexion des derniers territoires des États pontificaux.
3 février 1871Rome devient capitale du royaume.
1885L'Italie occupe et annexe le port de Massaoua, en Érythrée, ainsi qu'une zone de la corne de l'Afrique qui deviendra plus tard la Somalie italienne.
2 mai 1889Traité de Wouchalé. L'Éthiopie cède formellement l'Érythrée à l'Italie.
7 septembre 1901L'Italie obtient une concession dans la ville chinoise de Tianjin.
18 octobre 1912Traité de Lausanne. L'Empire ottoman cède à l'Italie les provinces de Tripolitaine, Cyrénaïque et Dodécanèse.

### Entre-deux-guerres

Carte d'Italie en 1924, après l'annexion de l'État libre de Fiume.

Extension maximale de l'Italie en 1943.

10 septembre 1919Traité de Saint-Germain-en-Laye. L'Italie reçoit des régions de l'Istrie et du Haut-Adige, la ville de Trieste et plusieurs îles de la côte de Dalmatie, zones précédemment sous souveraineté de l'Autriche-Hongrie.
16 mars 1924Annexion de l'État libre de Fiume.
7 juin 1929Accords du Latran, définissant l'indépendance et les limites du Vatican.
7 avril 1939Invasion italienne de l'Albanie
1939 - 1945Seconde Guerre mondiale. Jusqu'en 1943, l'Italie occupe tout ou partie des territoires suivants (sans forcément les intégrer de façon formelle au royaume) :
- Albanie ;
- Dalmatie ;
- Croatie ;
- France (Corse, Nice et Savoie)
- Monténégro et Kosovo ;
- Slovénie.

23 septembre 1943Création de la République sociale italienne dans le nord du pays après l'invasion alliée.
25 avril 1945Dissolution de la République sociale italienne.

### Époque contemporaine

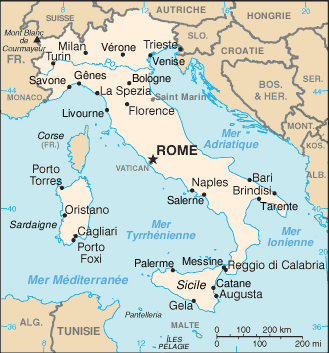
Limites actuelles du territoire de l'Italie

10 février 1947Traité de Paris. L'Italie revient à ses frontières d'avant-guerre et cède en outre :
- Tende et La Brigue à la France ;
- Zara et la majeure partie de l'Istrie à la Yougoslavie ;
- Le Dodécanèse à la Grèce ;
- L'île de Saseno à l'Albanie ;
- Toutes ses possessions africaines (Libye, Érythrée, Somalie) ;
- Sa concession de Tianjin à la Chine.

15 septembre 1947Création du Territoire libre de Trieste, territoire neutre regroupant une partie de l'Istrie et la région de Trieste.
26 octobre 1954Partition du Territoire libre de Trieste. La partie nord revient à l'Italie, la partie sud à la Yougoslavie.